# Graham Webb
Graham Webb (Birmingham, 13 de gener de 1944 - 28 de maig de 2017) va ser un ciclista anglès, que fou professional entre 1968 i 1969. Del seu palmarès destaca el Campionat del món amateur en ruta de 1967.

## Palmarès
- 1966
  -  Campió del Regne Unit amateur en Persecució
  -  Campió del Regne Unit amateur en Persecució per equips
- 1967
  -  Campió del món en ruta amateur